# La Celle-sur-Loire
La Celle-sur-Loire és un municipi de la regió de Borgonya - Franc Comtat, departament del Nièvre.

## Demografia

### Població
El 2007 la població de fet de La Celle-sur-Loire era de 822 persones. Hi havia 346 famílies, de les quals 100 eren unipersonals (48 homes vivint sols i 52 dones vivint soles), 107 parelles sense fills, 115 parelles amb fills i 24 famílies monoparentals amb fills.
La població ha evolucionat segons el següent gràfic:
Habitants censats

### Habitatges
El 2007 hi havia 495 habitatges, 349 eren l'habitatge principal de la família, 90 eren segones residències i 56 estaven desocupats. 478 eren cases i 10 eren apartaments. Dels 349 habitatges principals, 294 estaven ocupats pels seus propietaris, 42 estaven llogats i ocupats pels llogaters i 14 estaven cedits a títol gratuït; 3 tenien una cambra, 18 en tenien dues, 71 en tenien tres, 109 en tenien quatre i 148 en tenien cinc o més. 254 habitatges disposaven pel capbaix d'una plaça de pàrquing. A 168 habitatges hi havia un automòbil i a 150 n'hi havia dos o més.

### Piràmide de població
La piràmide de població per edats i sexe el 2009 era:
| Homes | Edats   | Dones |
| ----- | ------- | ----- |
| 0     | 95 o +  | 0     |
| 0     | 90 a 94 | 4     |
| 4     | 85 a 89 | 0     |
| 12    | 80 a 84 | 8     |
| 16    | 75 a 79 | 32    |
| 36    | 70 a 74 | 20    |
| 16    | 65 a 69 | 36    |
| 16    | 60 a 64 | 8     |
| 20    | 55 a 59 | 24    |
| 28    | 50 a 54 | 28    |
| 32    | 45 a 49 | 40    |
| 36    | 40 a 44 | 24    |
| 32    | 35 a 39 | 12    |
| 20    | 30 a 34 | 20    |
| 24    | 25 a 29 | 16    |
| 28    | 20 a 24 | 28    |
| 12    | 15 a 19 | 20    |
| 28    | 10 a 14 | 32    |
| 16    | 5 a 9   | 20    |
| 8     | 0 a 4   | 12    |

## Economia
El 2007 la població en edat de treballar era de 528 persones, 359 eren actives i 169 eren inactives. De les 359 persones actives 311 estaven ocupades (174 homes i 137 dones) i 48 estaven aturades (19 homes i 29 dones). De les 169 persones inactives 66 estaven jubilades, 44 estaven estudiant i 59 estaven classificades com a «altres inactius».

### Ingressos
El 2009 a La Celle-sur-Loire hi havia 363 unitats fiscals que integraven 847 persones, la mediana anual d'ingressos fiscals per persona era de 16.068 €.

### Activitats econòmiques
Dels 21 establiments que hi havia el 2007, 1 era d'una empresa extractiva, 2 d'empreses de fabricació d'altres productes industrials, 5 d'empreses de construcció, 3 d'empreses de comerç i reparació d'automòbils, 1 d'una empresa de transport, 1 d'una empresa d'hostatgeria i restauració, 1 d'una empresa financera, 1 d'una empresa immobiliària, 3 d'empreses de serveis i 3 d'empreses classificades com a «altres activitats de serveis».
Dels 5 establiments de servei als particulars que hi havia el 2009, 1 era un guixaire pintor, 2 fusteries, 1 empresa de construcció i 1 perruqueria.
L'any 2000 a La Celle-sur-Loire hi havia 13 explotacions agrícoles.

## Equipaments sanitaris i escolars
El 2009 hi havia una escola elemental.

## Poblacions més properes
El següent diagrama mostra les poblacions més properes.